# Отверженные (мини-сериал, 2000)
«Отверженные» (фр. Les Misérables) — телевизионный четырёхсерийный художественный фильм (по версии авторов мини-сериал) режиссёра Жозе Дайан, снятый в 2000 году. Совместное производство Франции, Италии, Испании, Германии и США. В основу сюжета лег одноименный роман Виктора Гюго.

## Сюжет
Франция, XIX век. Жан Вальжан, освободившись после 20 лет каторги, куда был отправлен за кражу булки, поклялся вести честную жизнь. Но инспектор полиции Жавер убежден, что преступник всегда останется преступником, и место Вальжану в тюрьме. До скончания века. Несмотря ни на что, Вальжан становится удачливым промышленником и мэром провинциального города. Но неправедное правосудие вновь настигает его. Вместе с приемной дочерью Козеттой Вальжан бежит в Париж. Но и там ему приходится продолжить борьбу со своим неумолимым преследователем.

## В ролях
| Актёр            | Роль        |
| ---------------- | ----------- |
| Жерар Депардьё   | Жан Вальжан |
| Кристиан Клавье  | Тенардье    |
| Джон Малкович    | Жавер       |
| Азия Ардженто    | Эпонина     |
| Виржини Ледуайен | Козетта     |
| Шарлотта Генсбур | Фантина     |
| Элизабет Винер   |             |